# Cartagogena
Cartagogena là một chi bướm đêm thuộc phân họ Tortricinae của họ Tortricidae.

## Các loài
- Cartagogena februa Razowski, 1992
- Cartagogena ferruminata Razowski, 1992
- Cartagogena filtrata Razowski, 1992